# 李孝義
李孝义（?—?），唐朝宗室，淮安王李神通的儿子，唐太祖李虎的曾孙，郑王李亮的孙子。

## 生平
唐高祖武德五年（622年），唐高祖李渊敕封宗室诸王，李神通的儿子们：李道彦封胶东郡王，李孝詧封高密郡王，李孝同封淄川郡王，李孝慈封广平郡王，李孝友封河间郡王，李孝節封清河郡王，李孝義封胶西郡王。唐太宗即位后，疏属之王都降为公，于是李孝义降封胶西公。李孝义官至司农卿。

## 子孙
- 儿子：李璥，襲公，南州司馬
  - 孙：李孟犨（677年—731年），字公悅，泗州刺史。妻清河崔氏（684年—756年），父崔惟明
    - 曾孙：李權，金州刺史
      - 玄孙：李平钧，次子，朝散大夫、江陵府长林县令、充荆南观察支使、赐鱼袋[1]

    - 曾孙：李衡，次子，清漳尉。夫人彭城刘氏（714年—771年三月），左散骑常侍刘知几女
      - 玄孙：李灵钧，南郑县尉
      - 玄孙：李君求，吴县尉

    - 曾孙：李樞，檢校虞部員外郎、兼侍御史
    - 曾孙：李軫，歙州別駕
    - 曾孙：李房，渭南令
      - 玄孙：李萬鈞
        - 李磵，字耀山

      - 玄孙：李千鈞，左赞善大夫
        - 李磁，字景山
        - 李蟾，尚书比部郎中
          - 李庆复，李蟾季弟之子出继

        - 李蚡，字漢山，工部郎中、邓州刺史
          - 李廷璧，字冠祥

        - 李蠙，字懿川，尚书左司郎中
          - 李昭裔，字延誨
          - 李昭業，字延章
            - 李昭圖

      - 玄孙：李仁鈞
        - 李硎，字次山
        - 李礎

    - 曾孙：李翼，字則之，宗正卿、太子賓客、隴西縣子
      - 玄孙：李洪钧（751年—755年8月4日），字家奴，长子，单父县令
        -           - 李氏，嫁张正则

      - 玄孙：李良鈞，大理評事
      - 玄孙：李正鈞，陸渾尉
      - 玄孙：李執鈞
      - 玄孙：李臣鈞，左千牛衛兵曹參軍
      - 玄孙：李直鈞，一子出身
      - 玄孙：李禼
        - 李汧国

      - 玄孙：李饶，字万德，嫁薛丹[2]

  - 孙：李仲犨，中散大夫，赠曹州刺史
    - 曾孙：李融，御史大夫、河南都统副大使
      - 玄孙：李成钧，同州文学[3]
        - 李跗
        - 李谔
        - 李佐
- 儿子：李璬，朝散大夫、易州司马、秘书省秘书郎
  - 孙：李光远，朝散大夫、馆陶县令[4]
    - 曾孙：李令昚，同州河西县主簿
    - 曾孙：李令备，同州韩城县尉
    - 曾孙：李全艺，杭州余杭县令、尚书主客郎中
      - 玄孙：李敬叔，从事
        - 李肃成，浚仪县令
          - 李允修，常宁县令
            - 李又玄，侍御史、内供奉、统度支鄜延院[5]
              - 李罕，进士
              - 李途，右内率府录事参军
              - 李革
              - 李澣，进士[6]